# 第66回NHK紅白歌合戦
『第66回NHK紅白歌合戦』（だいろくじゅうろっかいエヌエイチケイこうはくうたがっせん）は、2015年（平成27年）12月31日に放送された通算66回目のNHK紅白歌合戦である。

## 放送まで
日付はいずれも2015年。この年は例年に比べ具体的な事項の公表が大幅に遅れる展開となり、司会者の発表が出演者と併せての形となった。
- 9月16日 - 放送総局長の板野裕爾が定例会見にて、放送時間を発表[1]。
- 11月18日 - 放送当日の「紅白ウラトークチャンネル」と本番までのPR番組「紅白宣伝部」の司会に2年連続でバナナマン（設楽統・日村勇紀）が就任することを発表[2]。
- 11月26日 - 司会者および出場歌手を発表、司会者と出場歌手が同時に発表されることは異例であった[3]。また、今回のテーマが「ザッツ、日本! ザッツ、紅白!」に決まり、田辺誠一のデザインしたテーマシンボルを発表。
- 12月17日 - スマートフォン向けの専用アプリケーションを今回対応のものに更新し公開。
- 12月18日 - 特別企画のひとつとして「アニメ紅白」を実施することが発表される[4]。
- 12月21日 - 曲目が発表された[5]。
- 12月24日 - 曲順が発表された。
- 12月25日 - ゲスト審査員が発表された。
- 12月27日 - この年下期の連続テレビ小説『あさが来た』の出演者による特別編を実施することが発表された[6]。
- 12月29日・30日 - リハーサルが行われた。

## 当日のステージ

### 前半
- オープニングで、黒柳徹子が「私、声大きいですかね？よろしくお願いします。わくわくしております」と述べ、井ノ原快彦（V6）は「去年まで嵐ががんばってくれていて、バトンタッチした瞬間に負けるわけにはいきません」、綾瀬はるかも「2年ぶりなので前回の経験を踏まえてがんばります」と意気込んた[7]。
- 郷ひろみは、第31回（1980年）以来35年ぶりにトップバッターを務めた[8]。
- Sexy Zoneは、オリンピックシンボルをモチーフにした黄、青、赤、黒、緑の衣装でパフォーマンスを行った。また、約70人のジャニーズJr.が登場した[9]。
- 伍代夏子の歌唱時、客席にとにかく明るい安村とイカ大王が登場した。Sexy Zoneも引き続き登場した[9]。
- ゲスト審査員の又吉直樹（ピース）の紹介時、後方に相方の綾部祐二の姿があった[9]。
- 三山ひろしの曲紹介では、香取慎吾（SMAP）が三山の祖母にインタビューした[9]。
- SEKAI NO OWARIは、中学生の合唱をバックに歌唱した[9]。
- 特別企画『アニメ紅白』では、AKB48が『美少女戦士セーラームーン』からセーラー戦士、鬼龍院翔（ゴールデンボンバー）が『ポケットモンスター』からサトシ、 樽美酒研二（ゴールデンボンバー）が『鉄腕アトム』からアトムのコスプレで歌唱した[9]。
- μ'sのステージでは、新たに製作された『ラブライブ!』のアニメが冒頭に流れた後、第2期オープニング曲の「それは僕たちの奇跡」を歌唱した[10]。
- 星野源の曲紹介では、バナナマン（日村勇紀に毎年バースデーソングを提供）、イカ大王（『LIFE!〜人生に捧げるコント〜』で共演）が応援で登場した[9]。
- ゲスの極み乙女。の曲紹介は草彅剛（SMAP）が行い、ステージではぱいぱいでか美がバックコーラスを担当した[9][11]。
- 藤あや子のステージでは、チャイナドレスを着用した乃木坂46がバックダンサーを務めた[9]。
- miwaは、ピンクのOL風の衣装を来たダンサーをバックに歌唱した。ダンサーの中には日村勇紀（バナナマン）も混じっていた[9]。
- 氷川きよしの曲紹介では、翌年のリオデジャネイロオリンピックへの出場を決めた7人制ラグビー女子日本代表（サクラゼブンズ）が登場した。ステージでは159人のダンサーが登場し、うち125人はラグビー日本代表のような衣装で一斉に「五郎丸ポーズ」を披露した[9][12]。
- 細川たかしの曲紹介では、とにかく明るい安村、クマムシ、ピスタチオ、コロッケ、綾部祐二（ピース）が登場し、ステージではNMB48がバックダンサーを務めた[9]。
- 和田アキ子のステージでは、会場から大きな「アッコ」コールが湧き上がった[9]。
- 関ジャニ∞は、ふなっしー、ねば〜る君らゆるキャラをバックに歌唱した[9]。
- 前半トリの天童よしみは、美空ひばりの「終りなき旅」と「人生一路」をカバーした。バックには往年の美空の映像が流れた[9]。
- トリ終了後、NHKホールの奈落から指原莉乃（AKB48）、日村勇紀（バナナマン）、稲垣吾郎（SMAP）が登場し、後半に出場する小林幸子の衣装「メガ幸子」をリポートすると見せかけたが、しなかった[9]。

### 後半
- 「連続テレビ小説『あさが来た』紅白特別編」では、出演者の波瑠、玉木宏らが登場し、舞台裏の三代目J Soul Brothersに挨拶した後ステージへ上がり、有働由美子、井ノ原、綾瀬らとトークした[9]。続いて登場したNMB48は、主題歌「365日の紙飛行機」を歌唱した。冒頭は山本彩のギターによる弾き語りから始まり、最後に『あさが来た』の出演者が加わった[13]。
- 三代目J Soul Brothersの曲紹介では、綾瀬がランニングマンに挑戦したが失敗した[9]。
- 水森かおりは、幅6メートル・高さ6メートルの「火の鳥」の装置に乗って歌唱した[9]。
- いきものがかりは、2010年の連続テレビ小説『ゲゲゲの女房』の主題歌「ありがとう」を、この年亡くなった漫画家の水木しげるに向けて歌唱した[9]。
- 椎名林檎のステージでは、向井秀徳がバックコーラスを務めた[9]。
- 嵐は、映画『スター・ウォーズ/フォースの覚醒』とのコラボステージを披露した[14]。NHKホールにダース・ベイダーとストームトルーパーが登場すると、紅白がダークサイドの魔の手に落ち、これを救うため嵐の5人が日本のジェダイに指名されたという設定だった。井ノ原の「5人?5人といえば嵐だ!」の呼びかけで、ライトセーバーを持った嵐が登場した。ステージ袖にはC-3PO、R2-D2、BB-8が集結した[15]。
- AKB48の高橋みなみは、グループ卒業前最後の音楽番組出演となった[9]。冒頭で引田天功プロデュースのイリュージョンを成功させ、他のメンバーもステージに登場した[16]。「フライングゲット」では元メンバーの前田敦子がステージ後ろから、「ヘビーローテーション」では同じく元メンバーの大島優子が客席から、サプライズで登場した[17][18]。このサプライズは、NHKからの提案で極秘に準備を進めていた。リハーサルでは横山由依と渡辺麻友が両曲のセンターを務めたが、前田と大島は個別に極秘リハーサルをしていた[17]。
- EXILEのステージでは、三代目J Soul BrothersとE-girlsがバックダンサーを務めた[9]。
- ゴールデンボンバーのステージでは、樽美酒とゲスト審査員の又吉直樹（ピース）が相撲で対決する演出が行われた[19][20]。
- 西野カナは曲名の「トリセツ」にちなんだ衣装で登場し、胸には英語で「Instruction manual（取扱説明書）」と書かれていた[9]。
- BUMP OF CHICKENは、同日に開催されていたロックフェス『COUNTDOWN JAPAN 15/16』から中継で出演した[9]。
- 特別企画で出場した小林幸子は、ニコニコ動画とのコラボレーションを行い、ユーザーがリアルタイムで書き込んだコメントが画面に映し出された。リハーサルでは巨大衣装「メガ幸子」がうまく作動しなかったが、本番では完璧なパフォーマンスを披露した[21]。
- X JAPANのステージでは、亡くなったHIDEとTAIJIの映像が流れ、2人の楽器も飾られた[9]。
- 「戦後70年紅組特別企画」として、MISIAが長崎県長崎市の平和祈念像前から中継で歌唱した。歌唱前には、吉永小百合からのメッセージが流れた[9]。
- SMAPの曲紹介では、この年出演した『NHKのど自慢』で訪れた岩手県山田町から中継を繋いだ。山田町の人々から「SMAPが来てくれて、街が明るくなりました。本当にありがとう」と感謝の言葉が送られた[22]。SMAPは翌年末に解散し、第67回の出場も辞退したため、これが最後の出場となった[23]。
- この年歌手生活50周年を迎え、紅白卒業を宣言した森進一は、曲の最後に「母さーん！」と絶叫した[9]。
- 近藤真彦の曲紹介では、黒柳が近藤に対し「マッチ頑張って」とエールを送った[9]。
- 「蛍の光」大合唱終了後、黒柳と森が抱擁する場面があった[9]。

### 結果
総得票数による審査の結果中間審査では179,230対168,179で白組が優勢だったが、最終審査では356,832対346,929で紅組が逆転して第62回（2011年）以来4年ぶりに勝利し、30勝目を挙げ堺雅人から優勝旗が授与された。その際に堺は「紅白」と「大河」をうっかり言い間違えた。
優勝旗を受け取った綾瀬は「すごーい。びっくり。白組が優勢だったんで難しいと思ったんだけど、ありがとうございます。紅組の皆さん」と感謝し涙を流した。一方の井ノ原は「中居君やマッチ（近藤真彦）さんから皆に責められるんですけど。俺のせいみたいになっちゃってる」と述べた。直後、黒柳は「総合（司会）の立場ですけどやっぱり紅が勝って嬉しい」と語った。

## 出場歌手
紅組、      白組、      特別企画、      初出場、      返り咲き。
| 曲順 | 組   | 歌手名           | 回 | 曲目                                 |
| ---- | ---- | ---------------- | -- | ------------------------------------ |
| 1    | 白   | 郷ひろみ         | 28 | 2億4千万の瞳-エキゾチック・ジャパン- |
| 2    | 紅   | 大原櫻子         | 初 | 瞳                                   |
| 3    | 白   | Sexy Zone        | 3  | ニッポン Cha-Cha-Cha チャンピオン    |
| 4    | 紅   | 伍代夏子         | 22 | 東京五輪音頭                         |
| 5    | 紅   | 乃木坂46         | 初 | 君の名は希望                         |
| 6    | 白   | 三山ひろし       | 初 | お岩木山                             |
| 7    | 紅   | E-girls          | 3  | Dance Dance Dance                    |
| 8    | 白   | SEKAI NO OWARI   | 2  | プレゼント                           |
| 9    | 紅   | 坂本冬美         | 27 | 祝い酒                               |
| 10   | 白   | 德永英明         | 10 | 時代                                 |
| 企画 | 企画 |                  |    | アニメ紅白                           |
| 11   | 紅   | μ's              | 初 | それは僕たちの奇跡                   |
| 12   | 白   | 山内惠介         | 初 | スポットライト                       |
| 13   | 紅   | AAA              | 6  | 恋音と雨空                           |
| 14   | 白   | 星野源           | 初 | SUN                                  |
| 15   | 紅   | 島津亜矢         | 2  | 帰らんちゃよか                       |
| 16   | 白   | ゲスの極み乙女。 | 初 | 私以外私じゃないの                   |
| 17   | 紅   | 藤あや子         | 21 | 曼珠沙華                             |
| 18   | 白   | ゆず             | 6  | かける                               |
| 19   | 紅   | miwa             | 3  | fighting-φ-girls                     |
| 20   | 白   | 氷川きよし       | 16 | 男花                                 |
| 21   | 白   | 細川たかし       | 39 | 心のこり                             |
| 22   | 紅   | 和田アキ子       | 39 | 笑って許して                         |
| 23   | 白   | 関ジャニ∞        | 4  | 前向きスクリーム!                    |
| 24   | 紅   | 天童よしみ       | 20 | 人生一路                             |

| 曲順 | 組   | 歌手名                 | 回 | 曲目                                     |
| ---- | ---- | ---------------------- | -- | ---------------------------------------- |
| 25   | 紅   | NMB48                  | 3  | 365日の紙飛行機                          |
| 26   | 白   | 三代目 J Soul Brothers | 4  | Summer Madness                           |
| 27   | 白   | 福山雅治               | 8  | デビュー25周年スペシャルメドレー         |
| 28   | 紅   | 水森かおり             | 13 | 大和路の恋                               |
| 29   | 紅   | いきものがかり         | 8  | ありがとう                               |
| 企画 | 企画 |                        |    | ザッツ・SHOWTIME〜星に願いを〜           |
| 30   | 白   | TOKIO                  | 22 | AMBITIOUS JAPAN!                         |
| 31   | 紅   | 椎名林檎               | 3  | 長く短い祭 〜ここは地獄か天国か篇〜      |
| 32   | 白   | 嵐                     | 7  | New Year's Eve Medley 2015               |
| 33   | 紅   | AKB48                  | 8  | AKB48 紅白2015 SP 〜10周年記念メドレー〜 |
| 34   | 白   | EXILE                  | 11 | EXILE 紅白スペシャル2015                 |
| 企画 | 企画 |                        |    | 花は咲く                                 |
| 35   | 紅   | Superfly               | 初 | Beautiful                                |
| 36   | 白   | ゴールデンボンバー     | 4  | 女々しくて                               |
| 37   | 紅   | 西野カナ               | 6  | トリセツ                                 |
| 38   | 白   | BUMP OF CHICKEN        | 初 | ray                                      |
| 39   | 紅   | 石川さゆり             | 38 | 津軽海峡・冬景色                         |
| 40   | 白   | 五木ひろし             | 45 | 千曲川                                   |
| 41   | 白   | V6                     | 2  | ザッツ!V6メドレー                        |
| 42   | 紅   | Perfume                | 8  | Pick Me Up                               |
| 企画 | 企画 | 小林幸子               | 34 | 千本桜                                   |
| 43   | 白   | X JAPAN                | 6  | 紅白スペシャルメドレー 〜We are X !〜    |
| 44   | 紅   | MISIA                  | 2  | オルフェンズの涙                         |
| 45   | 白   | 美輪明宏               | 4  | ヨイトマケの唄                           |
| 46   | 紅   | レベッカ               | 初 | フレンズ                                 |
| 47   | 紅   | 今井美樹               | 2  | PIECE OF MY WISH                         |
| 48   | 白   | SMAP                   | 23 | This is SMAP メドレー                    |
| 49   | 白   | 森進一                 | 48 | おふくろさん                             |
| 50   | 紅   | 髙橋真梨子             | 3  | 五番街のマリーへ2015                     |
| 51   | 白   | 近藤真彦               | 10 | ギンギラギンにさりげなく                 |
| 52   | 紅   | 松田聖子               | 19 | 赤いスイートピー                         |

歌唱曲・出場回数に関する備考
1. ↑  現：timelesz
2. ↑  メンバーの中島健人・菊池風磨は過去にNYC boysとして1回出場。
3. ↑  メンバーの生駒里奈は過去に兼任していたAKB48として1回出場。
4. ↑  「ムーンライト伝説」「めざせポケモンマスター」「翔べ! ガンダム」「残酷な天使のテーゼ」「おどるポンポコリン」「ゲラゲラポーのうた」「鉄腕アトム」を順に披露。
5. ↑  現：SUPER EIGHT
6. ↑  「終りなき旅」を冒頭に披露。
7. ↑  「I am a HERO」「虹」「HELLO」「桜坂」を順に披露。
8. ↑  神奈川県横浜市西区・パシフィコ横浜展示ホールからの中継で登場。
9. 1 2  当日同会場からの中継を行っていたWOWOWからの映像協力を受けている。
10. ↑  「星に願いを」「夢はひそかに」を順に披露。
11. ↑  「神様、仏様」「長く短い祭」を順に披露。
12. ↑  「Sakura」「愛を叫べ」を順に披露。
13. ↑  「会いたかった」「フライングゲット」「ヘビーローテーション」「恋するフォーチュンクッキー」を順に披露。
14. ↑  「24karats GOLD SOUL」「Rising Sun」を順に披露。
15. ↑  千葉県千葉市美浜区・幕張メッセ（COUNTDOWN JAPAN 15/16）からの中継で登場。
16. ↑  「MUSIC FOR THE PEOPLE」「愛なんだ」を順に披露。
17. ↑  紅組歌手として第62回（2011年）まで過去33回出場。
18. ↑  「Forever Love」「BORN TO BE FREE」を順に披露。
19. ↑  紅組特別出演歌手として第63回（2012年）以来の歌唱。正式な歌手としては発表されていないが、3年後の第69回(2018年)では3回目の出場と表記されていたことから、これが正式な2回目の出場としてカウントされていることが判明した。
20. ↑  戦後70年紅組特別企画として出場。長崎県長崎市・平和公園からの中継で登場。
21. ↑  「Triangle」「Otherside」を順に披露。
22. ↑  「五番街のマリーへ」「桃色吐息」を順に披露。

### 選考を巡って
- 初出場は10組、返り咲きは6組。
  - 大原櫻子は2013年に映画『カノジョは嘘を愛しすぎてる』のヒロインとして抜てきされ、劇中バンドのボーカルとしてシングル「明日も」で歌手としてもデビューしており、同世代から圧倒的支持を集めている[26]。
  - ゲスの極み乙女。は2014年のメジャーデビュー以降「私以外私じゃないの」「ロマンスがありあまる」などがCMで起用され知名度が上がったほか、バラエティ番組でも活躍している[26]。
  - Superflyはドラマ主題歌「Beautiful」がヒットするなど人気、実力ともにあるほか、過去にはNHKのサッカーテーマ曲「タマシイレボリューション」を手掛けている[27]。
  - 乃木坂46は前回出場濃厚と言われながらも落選したが[28]、今回は「実績を含めて活躍した」（チーフプロデューサーの柴崎哲也）[28] ことを評価され初出場となった。発表会見では、メンバーの生駒里奈[注 1] が感動で涙し、井ノ原から「泣いてもいいんだよ」と声を掛けられながら「ファンの皆さん、メンバー、スタッフさんと一緒にこの場所に来られてうれしいです」とコメントした[28]。
  - BUMP OF CHICKENは2014年7月25日放送のテレビ朝日系列『ミュージックステーション』での地上波初登場を皮切りに露出が増え、今回初出場となった[29]。当日は「COUNTDOWN JAPAN 15/16」出演のため、中継での出演となる[29]。
  - 星野源は音楽活動のみならず俳優や執筆など多岐にわたる活動を見せ、シングルセールスも上位に載せるだけでなく8月には日本武道館公演も成功、NHKでは『LIFE!〜人生に捧げるコント〜』『紅白が生まれた日』に出演するなどしていた[26]。
  - μ'sはEテレ『Rの法則』や、BSプレミアムでの特別番組『μ'sスペシャルライブ』などに出演し、2016年1月からは声の出演をしているアニメ『ラブライブ!』のテレビシリーズ第1期がEテレで再放送されることが決定していた[30]。『ラブライブ!』の劇場版は2015年6月に公開された後、3週連続動員数1位、観客動員数200万人突破、興行収入28億突破などを記録し、150日を超えるロングラン上映となっている[31]。2015年7月にリリースしたシングル3枚すべてがゴールドディスクに認定[32]、ベストアルバム『μ's Best Album Best Live! Collection II』はオリコン1位を獲得した。NHKの柴崎哲也チーフプロデューサーによると、今年の勢い、売り上げ、話題性をひしひしと感じたことが選出理由となった[33]。声優の紅白出場は水樹奈々に続き史上2組目であるという[34]。ただし、メンバーの南條愛乃は、先天性の膝蓋骨亜脱臼および半月板損傷により、膝に対する負担の大きな運動を医師に禁じられていたため、2015年4月以降のμ'sのライブパフォーマンスには出演せず、もしくは参加曲数を減らしての活動を余儀なくされていた。また当日、自身がボーカルとして所属するfripSideのカウントダウンライブ（神奈川県立県民ホール）が開催されたが、これに支障をきたす恐れが浮上。この為、12月28日に南條の紅白出場辞退を決定。当日は南條をfripSideに専念させ、紅白には残り8人で出演させる形を取った[35]。ただしμ'sの出場時に流されたスペシャルアニメには、南條も出演している。
  - レベッカは20年ぶりに再結成したことが話題となった[26]。
  - 演歌歌手では、けん玉演歌歌手として注目を集め「お岩木山」がゴールドディスクとなった三山ひろしや、若手イケメン歌手として知られ第57回日本レコード大賞では日本作曲家協会選奨を受賞した山内惠介が選ばれている[26]。
- また、紅組の戦後70年特別企画としてMISIAが第63回（2012年）以来3年ぶりに出演することが決まった。故郷であり、原子爆弾投下で被災して70年経った長崎市から中継で出演した[36]。
- 前回の出場歌手の中より、不選出となったのは計16組（紅：11、白：5）[37]。
  - 紅組：絢香、SKE48[注 2]、HKT48[注 2]、神田沙也加[注 3]、きゃりーぱみゅぱみゅ、香西かおり、中島みゆき、水樹奈々、May J.、薬師丸ひろ子、ももいろクローバーZ
  - 白組：クリス・ハート、T.M.Revolution[注 4]、長渕剛、福田こうへい、ポルノグラフィティ
    - ももいろクローバーZについてはスポーツニッポンが「今年のももクロが『活躍』や『支持』を欠いたとは言い難い」「落選に音楽関係者疑問の声も」と報じている[38]。グループは公式サイトでファンに向けて「私たちは私たちのやり方で、みなさんと一緒に“私たちの道”を歩き続けます。ど真ん中しか歩きません」と宣言した[39]。しかし同時に「紅白歌合戦を卒業します」という文面も掲載されたことに関しては、ファンから疑問の声が上がった（初出場の前に脱退した早見あかりと現メンバーが、紅白の舞台での再会を目標としていたため）[40]。なお、リーダーの百田夏菜子は自身のブログで「もう泣き疲れた」としながらも、「卒業」という言葉は用いず、早見あかりを含む「6人でした約束だって忘れるわけない」と述べている[41]。佐々木彩夏は自身のブログで「ももクロは落っこちてしまいました」「正直、すごい悔しいし残念です」と落選を伝え、他のメンバーも同様に心境を吐露した[42][43][44][45]。この落選をきっかけに報道の通り紅白を卒業し、「ももいろ歌合戦」を立ち上げた。
    - 前回前年下期の連続テレビ小説『マッサン』の主題歌「麦の唄」で出場した中島みゆき（この年デビュー40周年）は「昨年は『マッサン』にお礼を言いたいってことだけで歌わせてもらった。今年は、人さまの苦労してらっしゃる姿をのほほんと見ています」と不出場宣言をしていた[46][47]。
- 今回の最多出場は2年連続で森進一で、自身の持つ連続出場歌手自己記録を更新する48回連続出場となったが、歌手生活50周年という節目である事から今回を最後に紅白から勇退することを発表した[48]。これについてNHKは「ご決断を重く受け止め、森進一さんの紅白歌合戦・最後のステージを盛り上げていきたい」とコメントしている[49]。なお、森は前回の出場決定直後、「50回出場で勇退したい」と語っていた[注 5]。森の連続出場記録は第70回（2019年）で五木ひろしが更新した。
- 初出場以来4年連続出場の美輪明宏は自身の持つ最年長出場を更新すると同時に史上初の80代での出場となった。翌年美輪は落選し、これが最後の出場となっている。なお、当時80歳での美輪の出場は正規枠では最年長出場記録を保持しているものの、正規枠以外では第61回（2010年）で当時83歳で出演した熊倉一雄、第73回（2022年）で当時85歳で出演した加山雄三がいる。
- EXILEのメンバーのうち、当日深夜のテレビ出演でパフォーマーを引退した松本利夫・MAKIDAI・ÜSAの3人にとっては最後の紅白出場となった。
- 細川たかしは翌年の出場歌手発表前に自ら紅白卒業（勇退）の意思を明らかにした[50]ため、連続出場はストップ。その後、細川は第72回（2021年）で特別枠で復帰している。
- 翌年末を以って解散するSMAPも第67回の出場を辞退したため、今回が最後の出場となった。

### 曲順を巡って
紅組のトリおよび大トリに2年連続で松田聖子、白組のトリに近藤真彦となることが発表された と共にこの年歌手デビュー35周年を迎えた歌手がトリに選出された。
柴崎チーフプロデューサーは聖子・近藤の両組トリ起用の理由について、共にデビュー35周年で、テレビや日本の歌謡界を引っ張ってきたと説明した。
曲順正式発表の前に、両組トリに聖子・近藤の起用が内定したと各スポーツ紙が報じていたが、大トリ担当者については日刊スポーツ・スポーツニッポンは聖子、サンケイスポーツ・東スポWebは近藤とそれぞれ異なったリークがされた。
当初、SMAPが白組トリおよび大トリを務める予定だったとする報道もされている。

## 司会者
- 紅組：綾瀬はるか（女優、翌年より3シーズンに渡り放送の『放送90年大河ファンタジー 精霊の守り人』の主人公・バルサ役）
- 白組：井ノ原快彦（当時V6/20th Century、『あさイチ』キャスター）
- 総合：黒柳徹子（女優）[59]、有働由美子（東京アナウンス室）

綾瀬は2年ぶり2回目、井ノ原は初、黒柳は32年ぶり6度目（総合司会は初）、有働は4年連続7度目（総合司会は4度目）の担当となった。起用理由として、綾瀬は「今年も多数の映画に主演するなど日本で最も注目を集める女優」、井ノ原は「日本の朝の顔であり、有働アナとの絶妙な掛け合いがおなじみ」、黒柳は「戦後70年、放送90年目にあたる節目の紅白で、今なお第一線を走り続けている」と、NHKはそれぞれ述べている。
黒柳は第9回（1958年）で当時25歳の最年少で初紅組司会を務めてから第31回（1980年）で紅組司会に復帰するまでの司会返り咲きまでの22年という最長インターバル記録を持っていたが、これを自身が更新した。なお、当時82歳での司会担当は第35回（1984年）における自身と親交のあった森光子（当時64歳）の紅組司会を抜いて最年長記録となっているほか、70代以上の人物が司会を担当するのは史上初。その他、NHKアナウンサー以外の女性が総合司会を務めるのは史上初であり、またNHKアナウンサー以外の女性が組司会と総合司会の双方を経験するのも初めて。通算6度の司会はNHKアナウンサー以外の女性の最多記録となっている。
総合司会が女性2人の体制となるのは史上初。
発表記者会見には綾瀬・井ノ原・有働が出席、黒柳はスケジュールの都合上VTR出演となり、VTR内で「ついさっき、このお役をうかがったんですが、何をするのかわかりませんが、楽しくしていきたい」と述べた。満82歳での司会は史上最年長。柴崎チーフプロデューサーによると、黒柳へのオファーは11月に入ってから行ったという。
綾瀬は第64回での紅組司会の際はミスを連発したが、今回はほぼ安定した仕切りをこなした。また後日、「元日と2日続けて『次は、誰々です』という夢を見ました」と語っている。
有働の連続司会は今回までとなったほか、綾瀬・井ノ原・黒柳も翌年司会担当を降りている（井ノ原・有働は当初翌年も続投案があったと報じられていた）。有働の通算7度の司会は女性の最多記録となっている。また、綾瀬は第70回（2019年）で紅組司会に復帰している。
「今回の司会人選を巡り井ノ原以外にSMAPもしくは木村拓哉を始めとするメンバーも白組司会（総合司会）の候補に挙がっており、最終的に井ノ原が選出されたことが『SMAP解散騒動』と関連がある」との報道もされたが、三溝敬志エンターテインメント番組部長は定例会見で自ら否定している。その他、「当初両組司会を有働・井ノ原、総合司会をタモリ（前回のゲスト審査員）が務める方向で調整されていたが、タモリがスケジュールの都合などを理由に辞退した」と報じられている。

## 審査員
- ゲスト審査員（別記）
- 客席審査員（NHKホールの観客全員）
- デジタルTV審査員（総合テレビジョンの視聴者 定員なし）
- ワンセグ審査員（ワンセグ搭載型の携帯電話による審査 定員なし）
- アプリ審査員（スマートフォン・アプリによる審査 定員なし）

## ゲスト出演者

### ゲスト審査員
- 羽生結弦（フィギュアスケート選手）：この年のNHK杯を世界最高得点で優勝、さらにグランプリファイナルで世界最高得点を更新し3連覇を達成。
- 堺雅人（俳優）：翌年の大河ドラマ『真田丸』の主人公・真田信繁（幸村）役。
- 長澤まさみ（女優）：『真田丸』のヒロイン、主人公の生涯のパートナー・きり役。
- 大泉洋（俳優・TEAM NACS）：この年上期の連続テレビ小説『まれ』のヒロインの父・津村徹役および『真田丸』の主人公の兄・真田信幸役。
- 土屋太鳳（女優）：『まれ』のヒロイン・津村（紺谷）希役。
- 三宅宏実（ウエイトリフティング選手）：この年の世界選手権大会・女子48kg級で銅メダルを獲得し翌年の2016年リオデジャネイロオリンピック出場が内定。
- 上橋菜穂子（作家・川村学園女子大学特任教授）：この年『鹿の王』で第12回本屋大賞を受賞。『放送90年大河ファンタジー 精霊の守り人』の原作者。
- 所ジョージ（タレント）：この年還暦を迎えた。『所さん!大変ですよ』に出演。
- 有村架純（女優）：映画『ストロボ・エッジ』『ビリギャル 学年ビリのギャルが1年で偏差値を40上げて慶應大学に現役合格した話』で主演を務め、『ビリギャル』は観客動員数230万人を超える大ヒット。
- 又吉直樹（お笑い芸人・ピース・作家）：この年『火花』で純文学デビューし、第153回芥川賞を受賞。ゴールデンボンバーの演奏中にパフォーマンスで樽美酒研二と相撲対決を行い、樽美酒に投げ飛ばされるという悲惨な目に合う。

ゲスト審査員の発表前、『スポーツニッポン』（2015年9月14日付）が堺と又吉の起用をリークすると同時にレスリング選手の吉田沙保里、プロ野球・福岡ソフトバンクホークスの柳田悠岐、東京ヤクルトスワローズの山田哲人の3人も候補に挙がっていると報じていた。

### あさが来た特別編
- 白岡あさ（波瑠）
- 白岡新次郎（玉木宏）
- うめ（友近）
- 亀助（三宅弘城）
- 雁助（山内圭哉）
- 白岡榮三郎（ジャニーズWEST[注 6]・桐山照史）
- 白岡よの（風吹ジュン）

内容は、まず事前に収録されたVTR「加野屋の大みそか」を放送。その中であさが「『あさイチ』（総合テレビの朝ドラ本放送の後座番組）の司会の井ノ原・有働アナにお礼を言いに行く」ことを匂わせるジェスチャーや台詞の後、出演者がNHKホールにやってくる体で生放送で登場、井ノ原・有働アナとクロストークを行った。なお、VTRの中や井ノ原・有働アナとのクロストークの中では、『あさが来た』を見た有働アナが『あさイチ』の冒頭で号泣し、つけまつ毛を落とした事をネタにしていた。その後、NMB48が歌唱した本作品主題歌の『365日の紙飛行機』では出演者がステージに上がってNMB48のメンバー56人全員と共演した。

### 企画・応援ゲスト
- HIKAKIN、はじめしゃちょー：「ザッツ!紅白宣伝部」として番組とタイアップの上、楽屋ロビー中継等に出演。
- 目黒蓮、原嘉孝、ラウール、岩崎大昇：ジャニーズJr.、Sexy Zoneおよび伍代夏子のサポート。
- HiHi Jets：同上。
- 塚地武雅（ドランクドラゴン）：『LIFE!〜人生に捧げるコント〜』のキャラクター・イカ大王に扮して伍代夏子のサポートおよび番組の共演者である星野源の曲紹介。
- とにかく明るい安村：伍代夏子・細川たかしのサポート。楽屋ロビー中継でも出演した。
- 三宅義行（ウエイトリフティング選手）：娘の背後で出演。
- 松本穂香：事務所の先輩・有村架純の背後で出演。
- 土屋炎伽：妹の背後で出演。
- 綾部祐二（ピース）：審査員席の相方・又吉の背後、楽屋ロビー中継、優勝旗授与のサポートで出演。細川たかしのサポートにも参加しようとしたが、20th Centuryの3人とコロッケに止められた為、参加はできなかった。
- 鈴木梨央：この年下期の連続テレビ小説『あさが来た』のヒロイン・今井あさ（少女時代）・白岡千代（少女時代）役。坂本冬美のサポート。
- 寺田心：坂本冬美のサポート。
- アニメ紅白
  - 人気アニメのキャラクターたちが集合し、出場歌手によるアニソン対決を行いつつステージスクリーン上のキャラクターが盛り上げる。紅組司会は『ちびまる子ちゃん』のまる子（声：TARAKO）、白組司会は『妖怪ウォッチ』のウィスパー（声：関智一）が担当する[74]。
  - セーラームーン（声：三石琴乃）：『美少女戦士セーラームーン』のキャラクター。スクリーン上から応援メッセージ。
  - サトシ（声：松本梨香）、ピカチュウ（声：大谷育江）:『ポケットモンスター』のキャラクター。同上。
  - 星飛雄馬（声：古谷徹）：『巨人の星』のキャラクター。同上。
  - キュアフローラ（声：嶋村侑）：『Go!プリンセスプリキュア』のキャラクター。同上。
  - プリキュアオールスターズ[注 7]：同上。
  - キュアエコー：プリキュアシリーズのクロスオーバー映画に登場するキャラクター[注 8]。同上。
  - ドロンジョ（声：小原乃梨子）:『ヤッターマン』のキャラクター。同上[注 9]。
  - ケンシロウ（声：神谷明）:『北斗の拳』のキャラクター。同上。
  - 鬼太郎（声：野沢雅子）、目玉おやじ（声：島田敏）：『ゲゲゲの鬼太郎』のキャラクター。同上。
  - アムロ・レイ（声：古谷徹）:『機動戦士ガンダム』のキャラクター。同上。
  - 葛城ミサト（声：三石琴乃）：『新世紀エヴァンゲリオン』のキャラクター。同上。
  - バカボンのパパ（声：雨森雅司）[注 10]：『天才バカボン』のキャラクター。同上。
  - キング・クリームソーダ：『妖怪ウォッチ』の初期の主題歌「ゲラゲラポーのうた」の歌手。
  - ピカチュウ、ポッチャマ、アチャモ、ハリマロン：『ポケットモンスター』のキャラクター。ステージ上に出演。
  - ジバニャン、フユニャン、コマさん、コマじろう、USAピョン：『妖怪ウォッチ』のキャラクター。同上。
  - 猪名寺乱太郎、摂津のきり丸、福富しんべヱ：『忍たま乱太郎』のキャラクター。同上。
- ぱいぱいでか美：ゲスの極み乙女。のバックコーラスで出演。
- 7人制ラグビー女子日本代表（サクラセブンズ）：氷川きよしの曲紹介。
- クマムシ（佐藤大樹・長谷川俊輔）、ピスタチオ（伊地知大樹・小澤慎一朗）：楽屋ロビー中継、細川たかしのサポートで出演。
- コロッケ：『ごきげん歌謡笑劇団』の司会。楽屋ロビー中継に出演。
- ふなっしー、ねば〜る君、こにゅうどうくん、出世大名家康くん、はばタン、むすび丸：関ジャニ∞のサポート。
- AC部：関ジャニ∞の背景アニメーションを制作。
- 松下奈緒：2010年上期の連続テレビ小説『ゲゲゲの女房』のヒロイン・村井布美枝役。この年に亡くなった漫画家の水木しげるの追悼で主題歌を歌ったいきものがかりの曲紹介。第61回紅組司会者。
- ミッキーマウス（声：青柳隆志）、ミニーマウス、ドナルドダック、デイジーダック、グーフィー、プルート：ディズニーキャラクター。企画コーナー「ザッツ・SHOWTIME〜星に願いを〜」。
- ファイファー・ピッグ、フィドラー・ピッグ、プラクティカル・ピッグ：ディズニー映画『三匹の子ぶた』のキャラクター。同上。
- 7人の小人たち：ディズニー映画『白雪姫』のキャラクター。同上。
- ピノキオ、ゼペット、ジミニー・クリケット：ディズニー映画『ピノキオ』のキャラクター。同上。
- スティッチ、エンジェル:ディズニー映画『リロ・アンド・スティッチ』のキャラクター。同上。
- ダッフィー、シェリーメイ：ディズニーキャラクター。同上。
- ダース・ベイダー（声：楠大典[注 11]）、ストームトルーパー、C-3PO（声：岩崎ひろし）、R2-D2、BB-8：映画『スター・ウォーズ・シリーズ』のキャラクター。企画コーナー「嵐×スター・ウォーズ」[75]。
- 前田敦子・大島優子：AKB48の元メンバー（卒業生）でサプライズ出演し、現メンバーとともにパフォーマンスを披露した。
- 西川貴教（T.M.Revolution）：『紅白・ウラトーク・チャンネル』に出演。
- 小林幸子
  - 「ザッツ、日本!ザッツ、紅白!」特別企画として第62回以来4年ぶりに出演することが決まった。紅白に出場しなくなって以後はニコニコ動画やコミックマーケットなど新たな分野に進出、若い層から「ラスボス」と呼ばれて親しまれるようになり、「今年のテーマを象徴する歌手と考えた時に小林幸子さんの顔が浮かんだ。最近は若い人にも人気を集めていて、新しい小林幸子を見せてほしいなって思いました」とNHKが起用理由を語っている[76]。出演時の恒例となっている「豪華衣装」についても、取材に対し小林は「巨大衣装じゃなければ小林幸子じゃない。私らしさを最大限、出したい。思い切り驚かせ、笑っていただきたい」「今までの演歌のファンと新しい若い子たち、どちらも喜んでもらえる衣装にしたいと思います」と答え、大型衣装で出演[77][78]。当日は「千本桜」を歌いニコニコ動画とのコラボレーションを行った。
- 吉永小百合：戦後70年にあたり「平和への祈り」をVTRメッセージで寄せた。

### 演奏ゲストなど
- 町田市立鶴川第二中学校、調布市立第五中学校、調布市立第七中学校各合唱部：SEKAI NO OWARIのコーラス。
- 藤田真由美：miwaのコーラス。
- 向井秀徳、浮雲：向井が「神様、仏様」を、浮雲が「長く短い祭」を椎名林檎とデュエット。
- 平尾昌晃：エンディング「蛍の光」で指揮担当。

### その他の番組担当者
- ラジオ中継：中川緑、高山哲哉（いずれも東京アナウンス室）[79]
- テレビ放送副音声『紅白・ウラトーク・チャンネル』：バナナマン（設楽統・日村勇紀）、久保田祐佳（東京アナウンス室）[80]
- 岩手県下閉伊郡山田町中継：小田切千（東京アナウンス室）

## パブリックビューイング
今回は以下の箇所において、スーパーハイビジョンを用いたパブリックビューイングが開催された。
- NHK放送博物館（東京都港区）
- イオンシネマ幕張新都心（千葉県千葉市美浜区）
- 横浜赤レンガ倉庫（神奈川県横浜市中区）
- NHK京都放送局（京都府京都市中京区）

## インターネットとの連携強化
ここ数年続けられているインターネットとの連携について、これまでのスマートフォン用公式アプリ、Twitter、LINEだけでなく、様々なネット媒体で繰り広げられた。
- YouTubeでは今回のテーマシンボルや「紅白」をテーマに68名のクリエイターが制作した動画が配信されたほか、12月25日放送の「ザッツ!紅白宣伝部」ではHIKAKIN、はじめしゃちょーなどの人気動画クリエイターが出演した[82]。
- ニコニコ生放送では放送当日に生実況を行う「紅白応援裏実況」が実施され、小林幸子出演時にはこの生放送に書き込まれたコメントがテレビでもそのまま表示された[83]。
- Twitterでは日本初の「Twitter emoji」を実施、公式ハッシュタグ「#NHK紅白」「#紅組応援」「#白組応援」を入力してツイートすることでオリジナルの絵文字が表示された[84]。
- 新たにInstagramの公式アカウントを開設し、制作風景からリハーサル、本番の舞台裏を写真で逐次公開した[85]。
- 副音声の「ウラトークチャンネル」は、テレビだけでなく公式アプリとパソコン向け公式サイトでも映像と合わせてストリーミング配信を実施した[86]。

## 視聴率
平均視聴率（ビデオリサーチ調べ、関東地区・世帯）は前半（19:15 - 20:55）が34.8％、後半（21:00 - 23:45）が39.2％だった。後半は第55回（2004年）の39.3%を下回り、ワースト記録を更新した。とはいえ、年間視聴率では1・2位に立つとともに唯一の30％台を記録した。歌手別視聴率の1位はAKB48とEXILEの間の43.4%、瞬間最高視聴率は結果発表前のダイジェストの45.1%だった。
ワースト記録を更新したことについて、NHKの籾井勝人会長は1月4日の局内向けの年頭挨拶で「もしかすると視聴率が間違ってるんじゃないか、と思うくらい良かったと思う」とコメントした。